# Kunan Kiribati
Kunan Kiribati (en gilbertin, Chanson/hymne des Kiribati, se prononce à peu près, kounann kiribasse, également connue par son incipit, Teraike kaaini Kiribati, prononcé téraïké kaïni kiribass) est l'hymne national de la république des Kiribati (prononcé Kiribass). Il a été adopté en 1979 lors de l'accession à l'indépendance (le 12 juillet). Les paroles et la musique ont été composés par Ioteba Tamuera Uriam (1910-1988).

## Paroles
| Teirake kaaini Kiribati, Anene ma te kakatonga, Tauraoi nakon te mwioko, Ma ni buokia aomata. Tauaninne nte raoiroi, Tangiria aomata nako. Tauaninne nte raoiroi, Tangiria aomata. Reken te kabaia ma te rau, Ibuakoia kaain abara, Bon reken te nano ae banin, Ma te i-tangitangiri naba. Ma ni wakina te kabaia, Ma n neboa i eta abara. Ma ni wakina te kabaia, Ma n neboa abara. Ti butiko ngkoe Atuara, Kawakinira ao kairira, Nakon taai aika i maira, Buokira ni baim ae akoi. Kakabaia ara Tautaeka, Ma ake a makuri iai. Kakabaia ara Tautaeka, Ma aomata ni bane. | Stand up, Kiribati Sing with jubilation, Prepare to accept responsibility And to help each other! Be steadfastly righteous! Love all our people! Be steadfastly righteous! Love all our people! The attainment of contentment And peace by our people Will be achieved when all Our hearts beat as one, Love one another! Promote happiness and unity! Love one another! Promote happiness and unity! We beseech You, O God, To protect and lead us In the days to come. Help us with Your loving hand. Bless our Government And all our people! Bless our Government And all our people! | Debout, Kiribati Chantez avec jubilation, Préparez-vous à accepter la responsabilité Et à vous entraider ! Soyez fermement vertueux ! Aimez tous nos gens ! Soyez fermement vertueux ! Aimez tous nos gens ! La réalisation du contentement Et la paix entre nos gens Seront atteints quand tous Nos cœurs battront à l'unissonl, Aimez-vous l'un l'autre ! Promouvez le bonheur et l'unité ! Aimez-vous l'un l'autre ! Promouvez le bonheur et l'unité ! Nous Te supplions, Ô Dieu, De nous protéger et de nous mener Pour les jours à venir ; De nous aider par Ta main aimante. Béni notre Gouvernement Et tous nos gens ! Béni notre Gouvernement Et tous nos gens ! |